# Coupe du monde de dressage 2011-2012
Navigation
Édition précédente Édition suivante
La coupe du monde de saut d'obstacles 2011-2012 est la 27e édition de la coupe du monde de dressage organisée par la FEI. La finale se déroule à Bois-le-Duc (Pays-Bas), du 18 au 22 avril 2012.

## Classement après la finale
| Pos. | Cavalier             | Nationalité | Cheval             |
| ---- | -------------------- | ----------- | ------------------ |
| 1    | Adelinde Cornelissen | Pays-Bas    | Jerich Parzival    |
| 2    | Helen Langehanenberg | Allemagne   | Damon Hill NRW     |
| 3    | Valentina Truppa     | Italie      | Eremo del Castegno |